# اودزله
اودزله (به فرانسوی: Oudezeele) یک کمون در فرانسه با جمعیت ۶۵۲ نفر است که در نور-پا-دو-کاله واقع شده‌است.